# Goodbye to the Machine
Goodbye to the Machine è il quinto album in studio del gruppo rock statunitense Hurt, pubblicato nel 2009.

## Tracce
Side 1
1. Got Jealous – 4:41
2. Pandora – 4:52
3. Wars – 3:59
4. World Ain't Right (duetto con Shaun Morgan dei Seether) – 3:32
5. Sweet Delilah – 3:27
6. 1331 – 3:15

Side 2
1. Role Martyr – 4:36
2. Well – 3:57
3. Pills – 3:58
4. Dreams Away – 3:49
5. Fighting Tao – 4:25
6. That (Such a Thing) (include traccia nascosta Flowers) – 9:31

## Formazione
Gruppo
- J. Loren Wince - voce, chitarra, violino
- Paul Spatola - chitarra, tastiere, cori
- Rek Mohr - basso
- Louie Sciancalepore - batteria, percussioni

Ospiti
- Shaun Morgan - voce (World Ain't Right)